# Tolors
Tolors (en arménien Տոլորս) est une communauté rurale du marz de Syunik en Arménie. En 2011, elle compte 450 habitants.

## Géographie

### Situation
Tolors est située à 8 km de Sisian et à 112 km de Kapan, la capitale régionale.

### Topographie
L'altitude moyenne de Tolors est de 1 720 m.

### Hydrographie
La localité est située sur la rive orientale du réservoir de Tolors.

### Territoire
La communauté couvre 2 858 hectares, dont :
- 2 408 ha de terrains agricoles ;
- 4 ha de terrains industriels ;
- 23 ha alloués aux infrastructures énergétiques, de transport, de communication, etc. ;
- 1 ha d'aires protégées ;
- 185 ha d'eau[3].

## Politique
Le maire (ou plus correctement le chef de la communauté) de Tolors est depuis 2005 Marat Arakelyan, membre du Parti républicain d'Arménie.
| Début | Fin      | Nom             | Parti                       |
| ----- | -------- | --------------- | --------------------------- |
| 2005  | 2008     | Marat Arakelyan | Parti républicain d'Arménie |
| 2008  | 2012     | Marat Arakelyan | Parti républicain d'Arménie |
| 2012  | En cours | Marat Arakelyan | Parti républicain d'Arménie |

## Économie
L'économie de la communauté repose principalement sur l'agriculture.

## Démographie
| 2001 | 2008 | 2011 |
| ---- | ---- | ---- |
| 406  | 444  | 450  |